# Broćanac (kanton zachodniohercegowiński)
Broćanac – wieś w Bośni i Hercegowinie, w Federacji Bośni i Hercegowiny, w kantonie zachodniohercegowińskim, w gminie Posušje. W 2013 roku liczyła 1209 mieszkańców, z czego większość stanowili Chorwaci.